# Thérèse Desqueyroux (film, 1962)
Pour les articles homonymes, voir Thérèse Desqueyroux (homonymie).
Pour plus de détails, voir Fiche technique et Distribution.
Thérèse Desqueyroux [teʁɛz deskeʁuː] est un film de Georges Franju sorti en 1962.

## Synopsis
Adapté d'un roman de François Mauriac, le film se déroule dans la grande bourgeoisie landaise, celle qui doit sa fortune aux forêts de pins.
Thérèse Desqueyroux, accusée d'avoir tenté d'empoisonner son époux Bernard, obtient un non-lieu grâce à la déposition de celui-ci qui préfère un faux témoignage à la souillure de son nom. Tandis qu'elle revient vers Argelouse, leur domaine, Thérèse essaie de préparer la confession qu'elle estime devoir à Bernard qui la laisse libre de vivre à Paris. Elle repense à son adolescence, en passant par son mariage, jusqu'à la tentative d'assassinat, seule solution envisageable pour échapper au couvercle social qui l'étouffe.

## Fiche technique
- Réalisation : Georges Franju
- Assistants réalisateurs : 1) Georges Casati / 2) Antoine Jacquet
- Scénario : Georges Franju, Claude Mauriac et François Mauriac, d'après le roman de François Mauriac Thérèse Desqueyroux, Éditions Grasset, Paris, 1927, 241 p.
- Dialogue : Claude Mauriac
- Scripte : Andrée François
- Directeur de la photographie : Christian Matras
- Musique : Maurice Jarre
- Son : Jean Labussière
- Décors : Jacques Calvet
- Montage : Gilbert Natot
- Producteur : Eugène Lépicier
- Directeur de production : Robert Vignon
- Genre : Drame
- Société de distribution : 20th Century Fox
- Année : 1962
- Pays : France
- Tourné en noir et blanc - Ratio : 1,66:1
- Présenté à la Mostra de Venise : le 4 septembre 1962
- Sortie en France : 21 septembre 1962

## Acteurs
- Emmanuelle Riva : Thérèse Desqueyroux
- Philippe Noiret : Bernard Desqueyroux
- Sami Frey : Jean Azevedo
- Hélène Dieudonné : tante Clara
- Édith Scob : Anne de Latrave
- Jacques Monod : Maître Duros
- Lucien Nat : M. Larroque
- Renée Devillers : Mme de Latrave
- Jeanne Pérez : Balionte
- Richard Saint-Bris : M. de Latrave

## Autour du film
- La scène d'ouverture du film (sortie du palais de justice) est tournée sur la place centrale de Bazas, commune de Gironde. Le bâtiment, censé représenter le palais de justice, est aujourd'hui l'Office de tourisme.
- La voiture utilisée pour partir est une Peugeot 403 Berline dont on reconnait l'intérieur et la forme des portes arrière.

## Récompenses
- Coupe Volpi de la meilleure interprétation féminine pour Emmanuelle Riva à la Mostra de Venise 1962.